# The Big Cat
The Big Cat is een Amerikaanse avonturenfilm uit 1949 onder regie van Phil Karlson. Destijds werd de film in Nederland uitgebracht onder de titel De koning der wildernis.

## Verhaal
In de jaren 30 heerst er grote droogte in de staat Utah. Een jongen uit de stad komt oog in oog te staan met een poema, maar hij weet het dier weg te jagen. Omdat er weinig werk is, gaat de jongen zijn oom helpen om van de poema af te komen.

## Rolverdeling
| Acteur           | Personage    |
| ---------------- | ------------ |
| Lon McCallister  | Danny Turner |
| Peggy Ann Garner | Doris Cooper |
| Preston Foster   | Tom Eggers   |
| Forrest Tucker   | Gil Hawks    |
| Skip Homeier     | Jim Hawks    |
| Sara Haden       | Mary Cooper  |
| Irving Bacon     | Matt Cooper  |
| Gene Reynolds    | Wid Hawks    |